# Tư Mã Tuấn
Phù Phong Vũ vương Tư Mã Tuấn (chữ Hán: 司马骏, 232 – 286), tự Tử Tang, người huyện Ôn, quận Hà Nội  tướng lãnh, hoàng thân nhà Tây Tấn.

## Xuất thân
Tuấn là một trong chín con trai của quyền thần Tư Mã Ý nhà Tào Ngụy và là con trai nhỏ nhất do Phục phu nhân sanh ra. Tuấn từ nhỏ thông minh, lên 5, 6 tuổi có thể viết thư sớ, đọc tụng kinh tịch, ai gặp ông đều lấy làm lạ. Đến khi trưởng thành, Tuấn trong sạch giữ đạo, trở nên có danh vọng nhất trong thế hệ cầm quyền thứ hai của họ Tư Mã.

## Thiếu thời
Trong niên hiệu Cảnh Sơ (237 – 239) thời Tào Ngụy Minh đế, Tuấn được phong Bình Dương đình hầu. Phế đế Tào Phương lên ngôi (239), Tuấn lên 8 tuổi, được làm Tán kỵ thường thị, Thị giảng. Sau đó được thăng Bộ binh, Đồn kỵ hiệu úy, thường thị như cũ. Được tiến tước Hương hầu, ra làm Bình nam tướng quân, Giả tiết, Đô đốc Hoài Bắc chư quân sự; được cải phong Bình Thọ hầu, chuyển làm An đông tướng quân. Năm Hàm Hi đầu tiên (264) thời Tào Ngụy Nguyên đế, được dời phong Đông Mưu hầu, chuyển làm An đông đại tướng quân, trấn Hứa Xương.

## Sự nghiệp
Tấn Vũ đế lên ngôi (265), Tuấn được tiến phong Nhữ Âm vương, thực ấp vạn hộ, đô đốc Dự Châu chư quân sự. Năm Thái Thủy thứ 4 (268) , tướng Đông Ngô là Đinh Phụng xâm phạm Thươc Bi, Tuấn đốc chư quân đẩy lui ông ta. Được thăng Sứ trì tiết, đô đốc Dương Châu chư quân sự, thay Thạch Bao trấn Thọ Xuân. Sau đó được làm thêm đô đốc Dự Châu, về trấn Hứa Xương. Năm thứ 6 (270) , được thăng Trấn tây đại tướng quân, Sứ trì tiết, đô đốc Ung, Lương đẳng châu chư quân sự, thay Nhữ Nam vương Tư Mã Lượng trấn Quan Trung, gia cổn miện (cổn phục, miện quan), y phục của thị trung.
Tuấn giỏi chế ngự bộ hạ, biện pháp gồm đủ uy ân; ông khuyến khích nông tang, cùng sĩ tốt chia nhau làm việc, quy định từ liêu tá cho đến tướng soái, binh sĩ mỗi người đều phải canh tác 10 mẫu ruộng, dâng biểu trình bày việc này. Có chiếu phổ biến biện pháp này xuống châu, huyện, khiến các nơi tiến hành nông vụ.
Năm Hàm Ninh thứ 2 (276) , Thốc Phát Thụ Cơ Năng lãnh đạo người Khương nổi dậy, Tuấn điều quân đánh dẹp, chém được 3000 thủ cấp. Được tiến vị Chinh tây đại tướng quân, Khai phủ tích triệu, Nghi đồng tam tư, trì tiết, đô đốc như cũ. Lại có chiếu cho Tuấn điều 7000 người thay lính giữ Lương Châu. Năm thứ 3 (277) , bọn Thụ Cơ Năng, Hầu Đạn Bột muốn đánh tấn công quân đội đang canh tác đồn điền, Tuấn mệnh Bình lỗ hộ quân Văn Thục (tức Văn Ương) đốc chư quân của các châu Lương, Tần, Ung đều tiến đến uy hiếp nghĩa quân. Thụ Cơ Năng xin hàng, cùng 20 thủ lĩnh dưới quyền đưa con tin vào chầu. Các bộ tộc thiểu số ở An Định, Bắc Địa, Kim Thành là Cát Kha La, Hầu Kim Đa cùng Nhiệt Quýnh của tộc Hung Nô đưa 20 vạn nhân khẩu đến hàng. Năm ấy Tuấn vào triều, được dời phong Phù Phong vương, lấy các hộ người Đê ở biên giới tạm tăng phong, cấp Vũ bảo, Cổ xuy. Đầu niên hiệu Thái Khang, được tiến bái Phiếu kỵ tướng quân, khai phủ, trì tiết, đô đốc như cũ.
Khi Tề vương Tư Mã Du ra trấn (282), Tuấn dâng biểu can ngăn khẩn thiết, nhưng Vũ đế không theo; khiến ông phát bệnh. Ngày Mậu dần (29) tháng 9 ÂL năm Thái Khang thứ 7 (02/11/286) , Tuấn mất, được truy tặng Đại tư mã, gia Thị trung, Giả hoàng việt. Miền tây nghe tin, người thương khóc đầy đường, trăm họ vì Tuấn dựng bia, bậc trưởng lão thấy bia không ai không cúi mình vái lạy.

## Tính cách
Tuấn tính hiếu thuận: mẹ là Phục thái phi theo anh trai Tư Mã Lượng đi Quan Trung, ông thường chảy nước mắt mong nhớ; nếu nghe tin mẹ có bệnh, liền lo sợ không ăn; có thời gian còn phái người định kỳ đi thăm hỏi.
Tuấn từ nhỏ hiếu học, có thể biện luận, cùng Tuân Ỷ trước sau luận về nhân, hiếu, văn vẻ có thể xem là hay.

## Hậu nhân
Tuấn có 10 con trai, sử cũ chỉ chép hành trạng của 2 người: Sướng, Hâm.
- Tư Mã Sướng, tự Huyền Thư. Được cải phong Thuận Dương vương, bái Cấp sự trung, Đồn kỵ hiệu úy, Du kích tướng quân. Không rõ kết cục của Sướng sau loạn Vĩnh Gia.
- Tư Mã Hâm, sử cũ có truyện.